# 那須セイ
那須 セイ（なす セイ、生没年不詳）は、明治時代に活動した日本の看護師である。

## 経歴・人物
大分県に生まれる。東京慈恵医院（現在の東京慈恵会医科大学附属病院）に勤務し、1887年（明治20年）留学のため同じ病院に勤務していた拝志よしねと共に日本初の看護師留学生として渡英した。その後は拝志と共にセント・トマス病院看護婦学校に入学し、看護学を学ぶ。
帰国後は再度慈恵医院に勤務し、拝志とは対照的に診察室における看護及び女性患者の部屋の看護長を務めた。その後の活動状況については不明である。